# 約翰遜縣 (密蘇里州)
約翰遜縣（英語：Johnson County）是美國密蘇里州西部的一個縣。面積2,158平方公里。根據美國2000年人口普查，共有人口48,258人。縣治沃倫斯堡 (Warrensburg)。
成立於1834年12月13日。縣名以副總統理察·M·詹森 (曾任代表肯塔基州的眾議員、參議員)命名。